# Bella Shepard

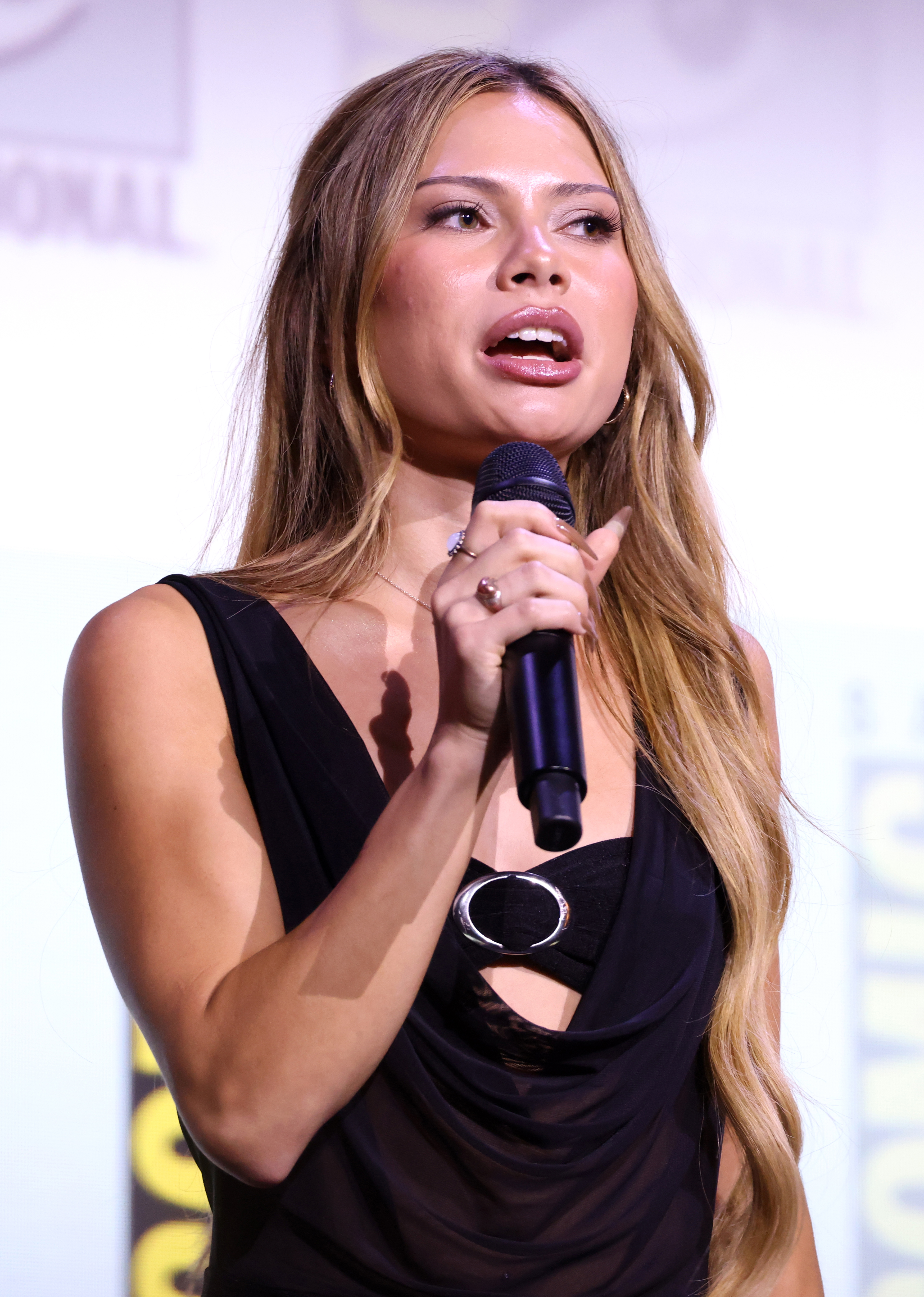
Bella Shepard (2025)

Bella Shepard (* 17. Dezember 2001 in Michigan) ist eine US-amerikanische Schauspielerin.

## Leben und Karriere
Bella Shepard wuchs in Michigan auf. Ihr Debüt gab sie 2013 in dem Film Die fantastische Welt von Oz. Anschließend war sie 2015 in der Fernsehserie My Haunted House zu sehen. Im selben Jahr trat sie in Life in Pieces  auf. Außerdem spielte sie in Grace and Frankie mit.
Von 2018 bis 2019 wurde Shepard für die Serie A Girl Named Jo gecastet. Unter anderem setzte sie 2022 ihre Karriere in iCarly fort. 2023 bekam sie in Wolf Pack eine Hauptrolle.

## Filmografie
Filme
- 2013: Die fantastische Welt von Oz
- 2018: Anonymous 616
- 2019: Ring of Silence
- 2019: Enigma
- 2021: Witch Hunt

Serien
- 2015: My Haunted House
- 2015: Life in Pieces
- 2018: Grace and Frankie
- 2018–2019: A Girl Named Jo
- 2019: On the Ropes
- 2019: Orange Is the New Black
- 2020: The Wilds
- 2021: Two Sides
- 2022: iCarly
- 2023: Wolf Pack